# ヴォークレソン
ヴォークレソン （Vaucresson）は、フランス、イル＝ド＝フランス地域圏、オー＝ド＝セーヌ県のコミューン。

## 地理
ヴォークレソンはパリの西、ポルト・ド・サン・クルーから約7km、ヴェルサイユとサン＝クルーの中間にある。ヴォークレソンは『緑の町』（ville verte）の名に値する。308ヘクタールの面積のうち22ヘクタールが自然区域であり、83ヘクタールがレクリエーション区域である。30ヘクタール以上が森林と分類され保護されている。標高は132mから178mの間である。

## 交通
- 道路 - 県道907号線が東西を走る。またD182号線はA13号線とヴェルサイユとに接続する。
- 鉄道 - トランジリアンL線ヴォークレソン駅

## 由来
1145年、町の名はラテン語のValle Crisonisとして記されている。王国の大臣かつサン＝ドニ修道院の上級聖職者という聖俗の第一人者である、院長シュジェールの影響を受けた。彼は強盗のはびこる土地を修道院の領域として確保しようとし、周りの土地を修道士たちの手で開墾した。彼らは教会と住居を建てた。数々の優遇措置がとられたことから、最初の年に約60人がこの土地に入植した。

## 歴史

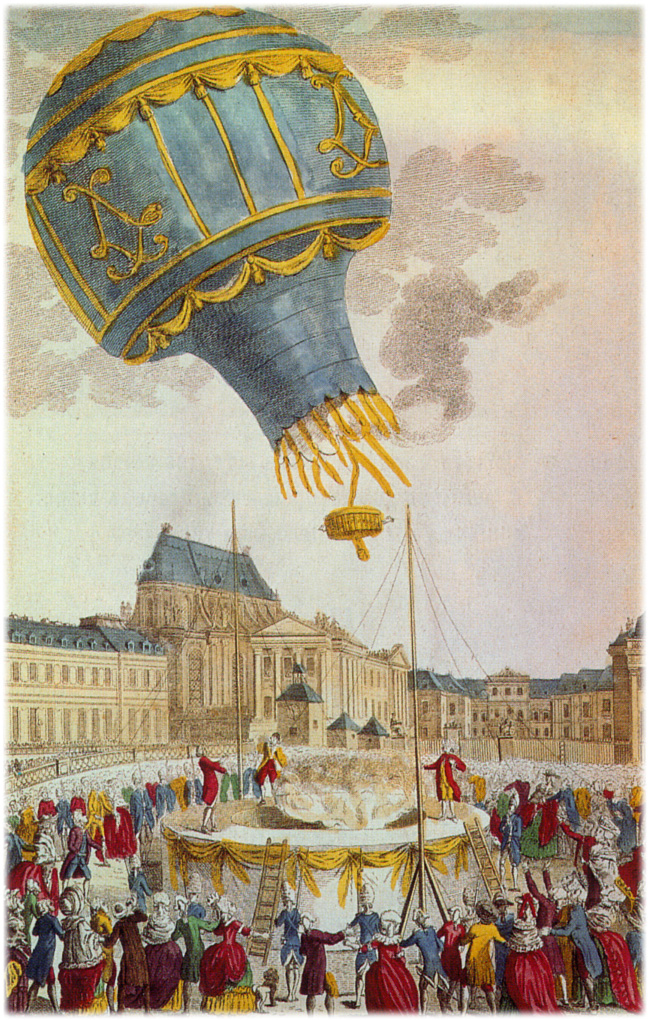
熱気球の飛行

サン＝ドニ修道院院長シュジェールが、1145年に村をつくった。彼は自らが記したDe administratione sua（私の修道院管理録）で持論を展開している。
『我々はヴォークレソンの町をつくりました。我々は鋤で荒地を開墾し、教会や住宅を建てています。この地は確かに強盗の巣のようで2マイル以上荒れ果てていました。我々の教会とは関係がなく、森に近いため強盗や浮浪者に都合が良かった土地です。なぜ我々が神に仕えるためそこに兄弟たちを派遣したのかと問われれば、ドラゴンが最初に生息していた巣穴で緑の草木やイグサを育てるためなのです。』
フォーズ・ルポスの森との境界に近いヴォークレソンでは、1783年9月19日、3頭の動物を乗せた最初の熱気球デモンストレーション飛行が、ヴェルサイユのパレードの一部として行われ、成功した。

## 人口統計
| 1962年 | 1968年 | 1975年 | 1982年 | 1990年 | 1999年 | 2006年 | 2010年 |
| ------ | ------ | ------ | ------ | ------ | ------ | ------ | ------ |
| 6690   | 8065   | 9257   | 8313   | 8118   | 8141   | 8547   | 8615   |

参照元:1999年までEHESS、2000年以降INSEE

## 史跡
- サン・ドニ教会 - 12世紀。教区教会。15世紀、17世紀、18世紀に再建。
- サンテレーヌ礼拝堂 - 1908年。ビザンツ様式の影響を受けたモザイク、フレスコ画を持つ。2010年よりアンティオキア総主教庁の西欧府主教に貸し出されている[7]。
- ヴォークレソンのシャトー - 1855年
- ジョージ・ワシントン邸 - 1931年にパリで開催された植民地博覧会（en）で展示されたマウントバーノンのレプリカを移築
- ル・コルビュジエ設計の別荘

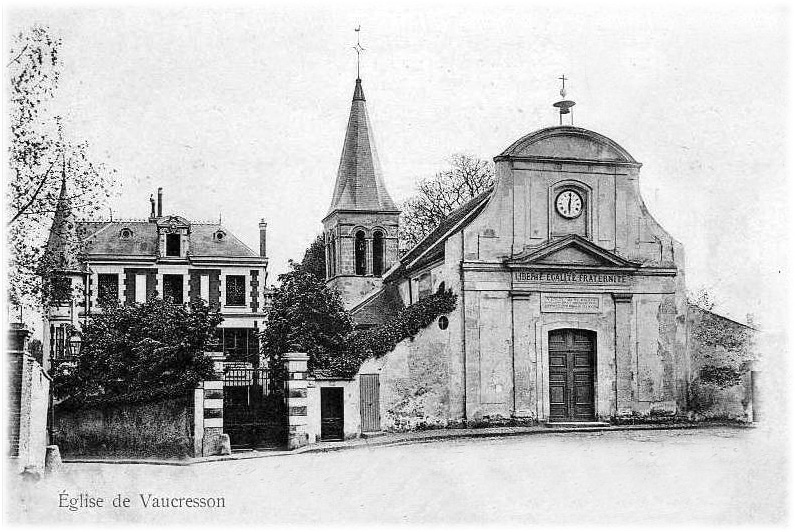
サン・ドニ教会
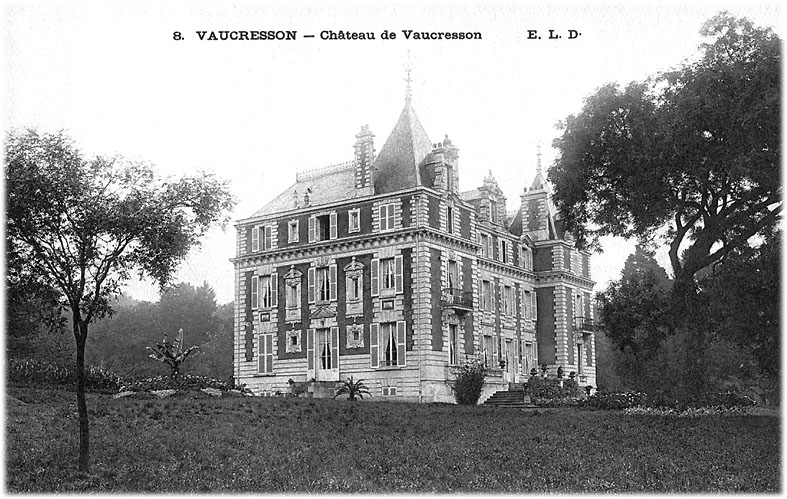
シャトー
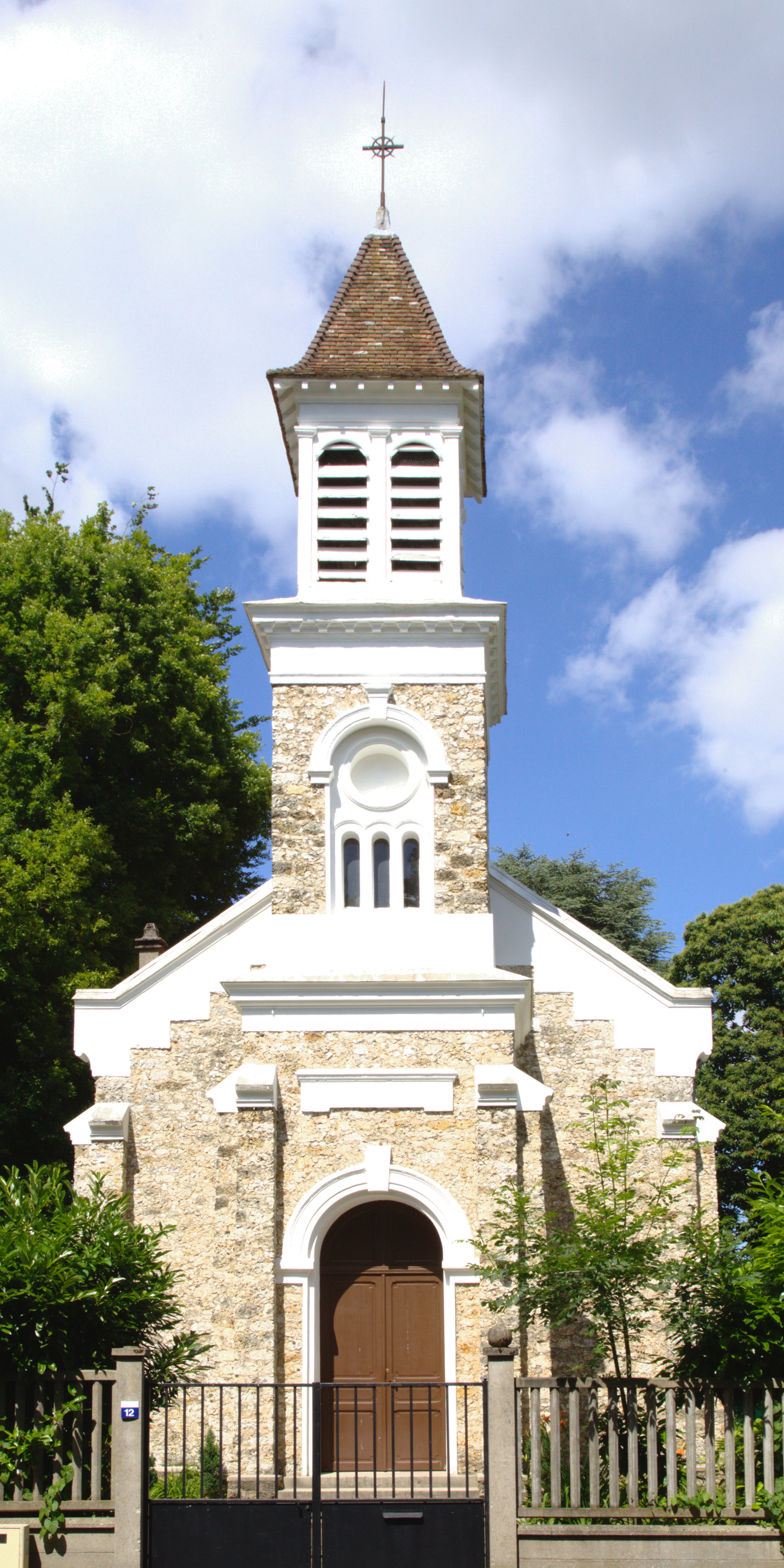
サンテレーヌ礼拝堂

## 姉妹都市
2010年1月1日時点でヴォークレソンはどの自治体とも姉妹都市協定を結んでいない。